# Віпперфюрт
Віпперфюрт (нім. Wipperfürth) — місто в Німеччині, знаходиться в землі Північний Рейн-Вестфалія. Підпорядковується адміністративному округу Кельн. Входить до складу району Обербергішер.
Площа — 118,16 км2. Населення становить 20 875 ос. (станом на 31 грудня 2020).

## Географії

### Адміністративний поділ
Місто  складається з 8 районів:
- Віпперфюрт
- Еген
- Кройцберг
- Оль
- Агатаберг
- Тiр
- Віпперфельд
- Геммерн